# 임곡중학교 (광주)
임곡중학교(林谷中學校)는 대한민국 광주광역시 광산구 임곡동에 위치한 사립 중학교이다.

## 학교 연혁
- 1946년 3월 15일 : 임곡민립학교 설립
- 1949년 9월 30일 : 초대 교장 이경묵 선생 취임
- 1949년 9월 30일 : 초대 이사장 기봉걸 취임
- 1949년 9월 30일 : 재단법인 임곡중학교 3학급 인가
- 1951년 8월 31일 : 학칙변경에 의하여 재단법인 임곡중학교로 조직변경
- 1964년 1월 25일 : 사립학교법에 의하여 학교법인 임곡중학교로 조직변경
- 1976년 3월 15일 : 학칙변경으로 15학급인가
- 1982년 11월 30일 : 학교법인 정성학원으로 법인 명칭 변경
- 2013년 10월 10일 : 제11대 최성철 이사장 취임
- 2024년 9월 1일 : 제17대 김선자 교장 취임
- 2025년 2월 3일 : 제78회 25명(총 7,346명) 졸업

## 참고 자료
- 임곡중학교 - 한국교육학술정보원 학교알리미